# Demokratische Republik Somalia
Demokratische Republik Somalia (somalisch Jamhuuriyadda Dimuqraadiga Soomaaliya; arabisch جمهورية الصومال الديموقراطية, DMG Ǧumhūriyyat aṣ-Ṣūmāl ad-Dīmuqrāṭiyya; italienisch Repubblica Democratica Somala; englisch Somali Democratic Republic) war der offizielle Name Somalias unter Präsident Mohamed Siad Barre.
Nachdem der ehemalige Generalmajor Barre in einem unblutigen Staatsstreich im Jahre 1969 die Macht übernommen hatte, errichtete er eine sozialistische Diktatur. Sie bestand bis zu seiner Flucht aus Somalia am 26. Januar 1991 und mündete in den Somalischen Bürgerkrieg, der bis heute andauert.

## Geschichte

### Putsch
Seit der Unabhängigkeit von den Kolonialverwaltungen Italiens und des Vereinigten Königreichs im Sommer 1960, war die Republik Somalia ein eher westlich orientierter demokratischer Staat. Ein sehr hohes Maß an Korruption sorgte aber für zunehmenden Unmut der Bevölkerung. Als Abdirashid Ali Sharmarke, der amtierende zweite Präsident des Landes am 15. Oktober 1969 in Las Anod durch einen seiner eigenen Leibwächter ermordet wurde, übernahm nur sechs Tage später eine Gruppe aus Armee- und Polizeioffizieren unblutig die Macht. Zahlreiche Politiker wurden verhaftet, politische Parteien verboten, die Verfassung suspendiert, die Nationalversammlung (das somalische Parlament) und der Oberste Gerichtshof geschlossen.
Für einen Neubeginn wurde die Demokratische Republik Somalia ausgerufen und am 1. November der Consiglio Supremo Rivoluzionario (CSR) gebildet, ein Oberster Revolutionsrat. Generalmajor Siad Barre war Vorsitzender dieses Rates und damit auch neues Staatsoberhaupt mit praktisch unbeschränkten Befugnissen.

### Revolutionsrat
Barre erklärte den „wissenschaftlichen Sozialismus“ zur Staatsideologie und übernahm die Bereiche Banken, Versicherungen, Stromerzeugung und Erdöl. Ausländisches Eigentum wurde noch 1970 „nationalisiert“. Weite Bereiche der Landwirtschaft und vor allem die in der somalischen Wirtschaft traditionell wichtige Viehzucht, beließ er jedoch in privater Hand und beschränkte sich auf Kontrolle des Handels mit den Erzeugnissen. Es kam zur Annäherung an die Sowjetunion und an die arabischen Staaten. 1974 wurde eine Vereinbarung über militärische Zusammenarbeit getroffen und schließlich ein Freundschaftsvertrag mit der UdSSR unterzeichnet. Vor allem durch deren Unterstützung gelang es ihm, die Hungersnot in Somalia 1974–1975 und deren Folgen relativ erfolgreich zu bekämpfen. Seine anschließenden Versuche, Nomaden aus dem Nordosten seines Landes, die während der Dürre ihr Vieh verloren hatten, auf Staatsfarmen und Fischereien in fruchtbarere Gebiete im Süden umzusiedeln, waren aber nicht nachhaltig.
Auf Anraten der Sowjetunion löste sich im Jahr 1976 der Revolutionsrat auf und übertrug die Macht formell auf die Somalische Revolutionäre Sozialistische Partei, so dass ein Einparteiensystem nach sowjetischem Vorbild entstand.

### Das Scheitern von Groß-Somalia und die Kriegsfolgen
Im Jahr 1977 kam es jedoch zum Bruch mit der Sowjetunion. Siad Barre verfolgte langfristig das Ziel, auch die in Äthiopien und Kenia von Somali bewohnten Gebiete in ein Groß-Somalia zu vereinen. Neben der massiven Aufrüstung seiner eigenen Armee, gründete er 1975 eine neue Westsomalische Befreiungsfront (WSLF). Deren Vorgängerorganisation hatte sich schon zwischen 1960 und 1969 an bewaffneten Aufständen für den Anschluss der Grenzregion Ogaden an Somalia beteiligt. Im 1977 von Somalia angezettelten Ogadenkrieg versuchte die sowjetische Führung zunächst einen Waffenstillstand zu vermitteln, leistete dann aber dem neuen, marxistisch-leninistischen Derg-Regime in Äthiopien mit Beratern und kubanischen Bodentruppen massive militärische Unterstützung. Die zunächst siegreiche Somalische Nationalarmee (SNA) und die WSLF wurden zurückgeschlagen und der Krieg endete am 15. März 1987 mit einer Niederlage und dem Rückzug der SNA nach Somalia. Zwar entschied Siad Barre recht schnell, sich den USA zuzuwenden, aber diese waren nicht bereit, in einem der Sowjetunion vergleichbaren Maß in den Konflikt einzugreifen.

### Unruhen und innere Auflösung
Ein Putsch gegen Siad Barre wurde 1978 zwar niederschlagen, sorgte aber durch anschließende Repressionen für eine deutliche Verschlechterung der von der Niederlage bereits gedrückten Stimmung im Land. Unter dem Verdacht, an der Planung des Putsches beteiligt gewesen zu sein, verhaftete das Regime zahlreiche Militärs und einflussreiche Mitglieder der Verwaltung. Die meisten der angeblich Beteiligten wurden kurzerhand hingerichtet. Die Verfolgung traf aber wohl auch ganz allgemein die politischen Gegner. Einigen gelang rechtzeitig die Flucht ins Ausland, wo sie verschiedene Dissidenten- und Guerillagruppen gründeten, die seitdem auf Gelegenheit warteten, eine gewaltsame Absetzung des Barre-Regimes herbeizuführen. Abdullahi Yusuf Ahmed entkam nach Äthiopien und führte mit dessen Unterstützung 1982 Truppen der Somalischen Demokratischen Erlösungsfront (SSDF) in die Grenzregionen Mudug, Galguduud und Hiiraan.
Obwohl er nach seinem Wechsel zum Westen, von den USA und einigen weiteren Staaten umfangreiche Militär- und Entwicklungshilfe erhielt, verschlechterte sich die wirtschaftliche Lage massiv durch die Kriegsfolgen, vor allem den auf 650.000 bis zu eine Million geschätzten Flüchtlingsstrom aus Äthiopien, aber auch durch Dürre und eine immer weiter zunehmende Korruption.
Gesellschaftspolitisch strebte Barre nach Überwindung der Unterschiede und Diskriminierungen aufgrund des Clansystem der Somali. Machtpolitisch blieb ihm aber zunehmend keine andere Wahl, als sich immer stärker auf die sogenannte „MOD-Allianz“ aus seinem eigenen Clan, den Marehan-Darod, und dem Clan der Dolbohanta-Darod, aus dem seine Mutter stammte, zu stützen. Die anderen Clans bezog er in den Staatsapparat ein, um den Anschein gerechter Beteiligung aufrechtzuerhalten oder seine Macht nach dem Prinzip teile und herrsche aufrechtzuerhalten. Überraschende Beförderungen in hohe Ämter, aber auch Verhaftungen oder Abberufung auf Botschaftsposten ins Ausland kamen häufiger vor und führten zu weiterem Verlust an Vertrauen in den Staat. Die wachsende Unzufriedenheit brachte von Clans getragene Oppositionsbewegungen hervor, wie den Vereinigten Somalischen Kongress (USC) des Hawiya-Clans im Süden und vor allem die Somalische Nationale Bewegung der Isaaq im Norden, mit denen sich die Auseinandersetzungen ab 1988 zum offenen Krieg ausweiteten.
Als Menschenrechtsverletzungen seines Regimes zunehmend offensichtlicher wurden und seine Bedeutung als Bündnispartner nach Ende des Kalten Krieges verloren ging, erhielt er immer weniger Unterstützung und konnte sich am Ende nur noch in der Hauptstadt gegen die Rebellenbewegungen behaupten, was ihm den Spottnamen „Bürgermeister von Mogadischu“ einbrachte. Am 26. Januar 1991 musste er die Hauptstadt aufgeben und zog plündernd mit den verbliebenen Truppen nach Süden. Nach einem letzten Versuch, sich in der Stadt Baidoa festzusetzen und die Hauptstadt zurückzuerobern, drängte ihn der USC nach Süden und zur Flucht über die Grenze nach Kenia.
Den siegreichen Milizen gelang es jedoch nicht, eine neue Regierung aufzubauen. Somalia zerfiel in einzelne zwischen den Clans und Milizen umkämpfte Machtbereiche im noch bis heute andauernden Somalischen Bürgerkrieg.